# شقيقة صرعية
الشقيقة الصرعية (بالإنجليزية: Migralepsy)‏، هي حالة نادرة يحدث فيها اتباع الصداع النصفي بنوبات صرع. بسبب التشابهات في العلامات والأعراض والعلاجات في كلتا الحالتين، مثل الأساس العصبي، والحالة النفسية، والتوتر اللاإرادي الناتج عنهما، فإن كل واحدة منهما تزيد بشكل فردي من احتمال التسبب في الأخرى. ومع ذلك، فإنه أيضا وبسبب المماثلة، فغالبا ما يُخطأ في تشخيص بعضها البعض، وذلك لندرة حدوث هذه الحالة.

## الأعراض والعلامات
أعراض الشقيقة الصرعية تتضمن
- ترائي الومضات.
- هلوسة.
- تقيؤ.
- صداع.
- ضعف البصر.
- فقدان الوعي.
- اختلاج.

## الأسباب
لا يزال البحث عن الصلة بين الصداع النصفي والصرع قائماً والسبب وراء الشقيقة الصرعية غير معروف. وقد ثبت أن المرضى يعانون من الصداع النصفي قبل فترة طويلة من ظهور أعراض الصرع، مما يخلق إمكانية حدوث حالات صرع من الصداع النصفي. ومع ذلك، لا يصاحب كل نوبة شقيقة نوبة صرعية، وأحيانًا تحدث النوبات الصرعية دون أي تورط للصداع النصفي. ونتيجةً لذلك، فإن العثور على أصل الشقيقة الصرعية أمر صعب. وقد أظهر بعض المرضى أن أقاربهم عانوا من الصداع النصفي أيضًا، بل وبعضهم من الشقيقة الصرعية، مشكلين إمكانية أن تكون الشقيقة الصرعيةوراثية في الأصل، وتشكل نسبة ضئيلة جداً لحدوثهما معاً، مما يؤدي عادة إلى حالة واحدة فقط أو أخرى.

## العلاج
يمكن الجمع بين علاج الشقيقة والصرع. من المفيد أيضًا أن العديد من الأدوية المضادة للصرع تعمل أيضًا كمضاد للصداع النصفي، مما يقلل من عدد الأدوية التي يجب تناولها. على الرغم من أنه لا يمكن الشفاء من أي منهما، إلا أنه يمكن علاجها بحيث تحدث بشكل أقل وتسمح للمريض بالعيش حياة طبيعية نسبياً.